# Achsellymphknoten
Als Achsellymphknoten  – Lymphonodi (Lnn.) oder Nodi lymphatici (Nll.) axillares – werden die Lymphknoten der Achselregion bezeichnet. Beim Menschen werden die 20 bis 30 Lymphknoten in die tiefen und oberflächlichen Achsellymphknoten unterteilt, zu denen sich weitere einzelne Lymphknoten gesellen.

## Achsellymphknoten des Menschen

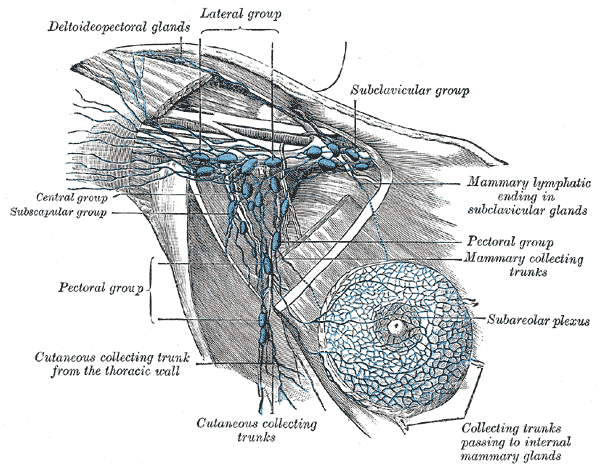
Achsellymphknoten des Menschen

Die Achsellymphknoten des Menschen kann man zunächst grob anatomisch unterteilen in:
- oberflächliche Achsellymphknoten, Nodi lymphoidei axillares superficiales, und
- tiefe Achsellymphknoten, Nodi lymphoidei axillares profundi.

Eine feinere topografische Einteilung erfolgt in sechs Gruppen:
- Die Nodi lymphatici axillares pectorales (pektorale oder anteriore Gruppe) liegen am Unterrand des Musculus pectoralis minor hinter dem Musculus pectoralis major.
- Die Nll. axillares interpectorales sind zwischen Musculus pectoralis major und minor lokalisiert und filtern die Lymphe aus der Brustdrüse.
- Die Nodi lymphatici axillares centrales (zentrale Gruppe) liegen im Fettgewebe im Zentrum der Achsel.
- Die Nodi lymphatici axillares apicales (apikale oder subklavikuläre Gruppe) liegen in der Spitze der Achsel, seitlich der ersten Rippe, medial des Musculus pectoralis minor in der Mohrenheim-Grube.
- Die Nodi lymphatici axillares brachiales (brachiale oder laterale Gruppe) liegen medial der Vena axillaris.
- Die Nodi lymphatici axillares subscapulares (subskapuläre oder posteriore Gruppe) liegen vor dem Musculus subscapularis.

Im erweiterten Sinn werden auch die Nodi lymphatici paramammaria zu den axillären Lymphknoten gerechnet.
Klinisch werden die axillären Lymphknoten nach der hierarchischen Abfolge des Lymphabflusses aus dem Brustgewebe in drei Level unterteilt:
- Level I: Lymphknoten der unteren Axilla am lateralen Rand des Musculus pectoralis minor.
- Level II: Lymphknoten der mittleren Axilla zwischen dem medialen und lateralen Rand des Musculus pectoralis minor und interpektorale Lymphknoten zwischen dem Musculus pectoralis major und minor.
- Level III: Lymphknoten der apikalen Axilla, medial und kranial des medialen Randes des Musculus pectoralis minor einschließlich aller als subklavikulär, infraklavikulär oder apikal klassifizierten Lymphknoten.

## Achsellymphknoten der Haustiere
In der Tieranatomie werden die Achsellymphknoten zum Achsellymphzentrum, Lymphocentrum axillare, zusammengefasst. Auch hier unterscheidet man nach der Lage mehrere Gruppen:
- Die Lnn. axillares proprii liegen am Abgang der Arteria subscapularis. Sie fehlen bei Schweinen.
- Die Lnn. axillares primae costae liegen an der ersten Rippe der Brustwand an. Bei Hunden und Pferden sind sie nicht ausgebildet.
- Die Lnn. axillares accessorii kommen nur bei Katzen regelmäßig vor und liegen in Höhe der dritten Rippe an der Vena thoracica lateralis. Gelegentlich sind sie auch bei Hunden oder Wiederkäuern ausgebildet.
- Die Lnn. cubitales sind nur bei Pferden ausgebildet. Sie liegen an der Innenseite des Ellbogengelenks und sind bei schlanken Tieren durch die Haut tastbar.